# Qiongthela wuzhi
Espèce
Qiongthela wuzhi est une espèce d'araignées mésothèles de la famille des Liphistiidae.

## Distribution
Cette espèce est endémique de Hainan en Chine,. Elle se rencontre vers Wuzhishan.

## Description

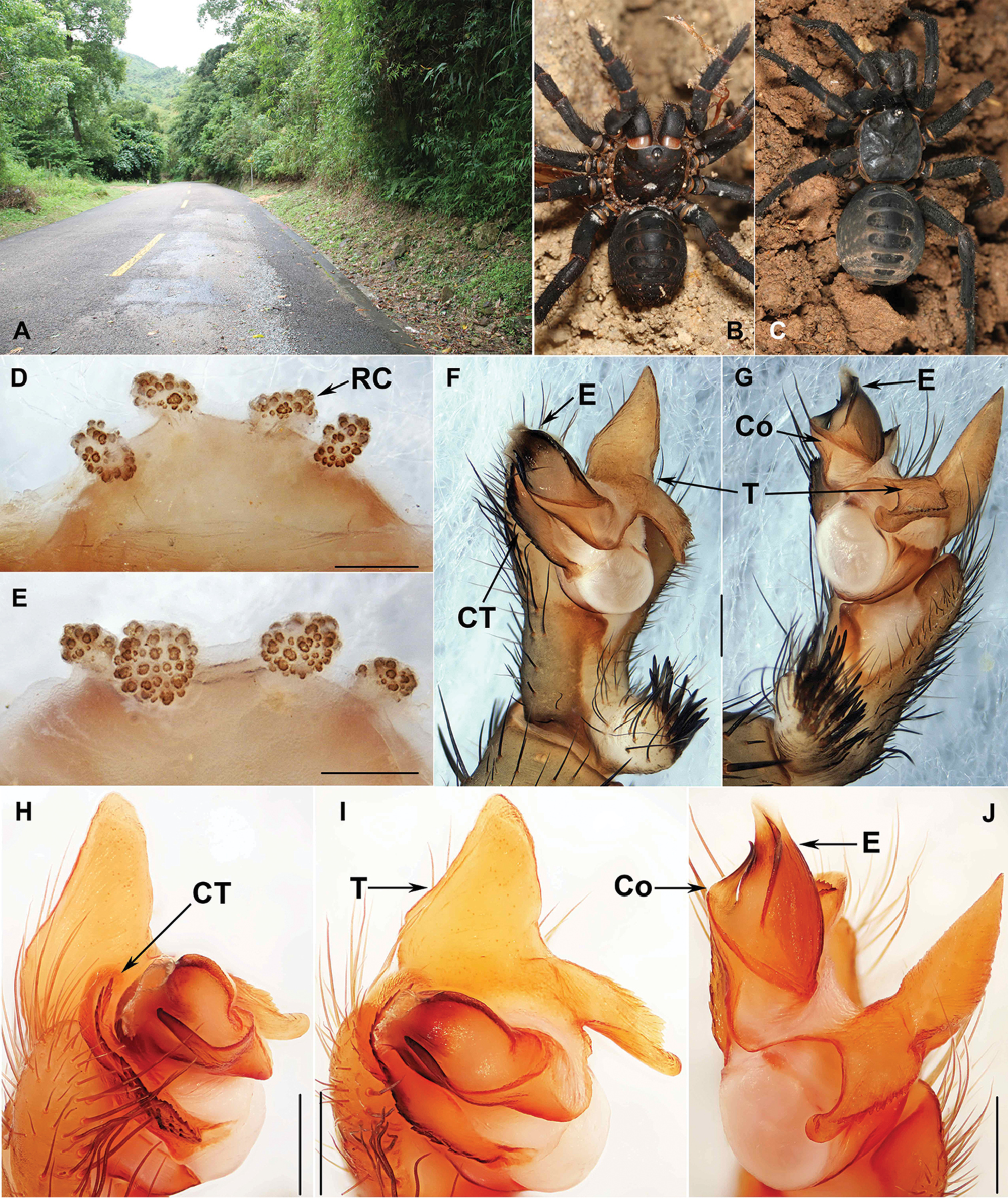
Macrohabitat, morphologie générale et anatomie génitale de Qiongthela wuzhi

Le mâle holotype mesure 14,75 mm et la femelle 20,35 mm.

## Systématique et taxinomie
Cette espèce a été décrite par Xu, Liu, Kuntner et Li en 2017.

## Étymologie
Son nom d'espèce lui a été donné en référence au lieu de sa découverte, Wuzhishan.

## Publication originale
- Xu, Liu, Kuntner & Li, 2017 : « Four new species of the primitively segmented spider genus Qiongthela from Hainan island, China (Mesothelae, Liphistiidae). » ZooKeys, no 714, p. 1-11 (texte intégral).